# Hold Me
Hold Me es el tercer álbum de estudio de la banda japonesa de J-Rock Zard. Fue lanzado al mercado nipón el 2 de septiembre de 1992.

## Lista de canciones
Todas las canciones escritas y compuestas por Izumi Sakai
- 1-Nemurenai Yoru o Daite (眠れない夜を抱いて?)
- 2-Dareka ga Matteru (誰かが待ってる?)
- 4-Sayonara Ienakute (サヨナラ言えなくて?)
- 5-Ano Hohoemi o Wasurenai de (あの微笑みを忘れないで?)
- 6-Sukinayō ni Odoritai no (好きなように踊りたいの?)
- 7-Dangerous Tonight
- 8-Konna ni Aishite mo (こんなに愛しても?)
- 9-Why Don't You Leave Me Alone
- 10Ai wa Nemutteru (愛は眠ってる?)
- 11-Tooi Hi no Nostalgia (遠い日のNostalgia?)
- 12-So Together

- Datos: Q3283376